# Sylvia Tamale
Sylvia Rosila Tamale es una académica ugandesa, y activista de derechos humanos en Uganda. Fue la primera decana mujer en la Facultad de Leyes en la Universidad Makerere, Uganda.

## Educación
Obtuvo un Bachelor de Leyes con honores por la Makerere Universidad, su maestría de Leyes por la Escuela de Ley del Harvard, y su doctorado en sociología y estudios feministas por la Universidad de Minnesota en 1997. Recibió su Diploma en Práctica Legal del Centro de Desarrollo de la Ley, Kampala, en 1990, graduándose en la parte superior de su clase.

## Carrera académica
Ha sido profesora visitante en el Instituto de Género africano de la Universidad de Ciudad del Cabo y becaria visitante en la Universidad de Wisconsin. En 2003 fue condenada por conservadores ugandeses por proponer que gays y lesbianas se incluyeran en la definición de "minoría". Fue decana de la Facultad de Ley y Jurisprudencia en Makerere Universidad en Kampala, Uganda, de 2004 a 2008.

## Premios
De 1993 a 1997,  recibió una beca Fulbright-MacArthur para seguir estudios en Harvard. En 2003,  ganó el Premio de la Univ. de Minnesota en Liderazgo Distinguido Internacional por su trabajo en la universidad. En 2004, se le otorgó el Akina Mama wa Afrika Premio por Akina Mama wa Afrika, un internacional, pan-africano, desarrollo no gubernamental la organización para mujeres africanas en el Reino Unido con su sede africana en Kampala, Uganda. En 2004, fue reconocida por organizaciones de mujeres en Uganda, por su activismo de derechos humanos. El 28 de octubre de 2016, fue la primera profesora ugandesa en dar su conferencia de inauguración. Titulado Nudity, Protests & the Law, inspirado en la protesta desnuda de Stella Nyanzi en Makerere Universidad, temprano ese año.

## Algunas publicaciones
- 1999 Cuándo las gallinas Empiezan A Cuervo: Género y Política Parlamentaria en Uganda[10]
- 2006 "Feminismo africano: Cómo Tener que Cambiamos?"[11]
- 2011 editor Sexualidades africanas: Un Lector[12]